# Christian Behr
Christian Behr (* 1961 in Döhlen) ist ein deutscher evangelischer Geistlicher und seit 2012 Superintendent des Kirchenbezirks Dresden Mitte in der Evangelisch-Lutherischen Landeskirche Sachsen.
Behr wuchs in einer Pfarrersfamilie in Zeulenroda auf und machte eine Lehre als Baufacharbeiter mit Abitur. Anschließend studierte er Evangelische Theologie an der Universität Jena. Dort wurde er vor allem von Klaus-Peter Hertzsch beeinflusst.
Von 1987 bis 1989 war Behr Vikar in der Kirchenprovinz Sachsen und besuchte das von Friedrich Schorlemmer geleitete Predigerseminar Wittenberg. 1989 wurde er im Naumburger Dom ordiniert. Eine Zeit als Dorfpfarrer in Zeitz-Kayna folgte. 1994 wechselte Behr in die sächsische Landeskirche und wurde Pfarrer in Grimma, wo er Friedensgebete und Protestaktionen gegen Neonazis organisierte. Hilfe für Migranten und der Einsatz beim Hochwasser 2002 waren weitere Schwerpunkte seiner Arbeit. Er wurde stellvertretender Superintendent des Kirchenbezirks Leipziger Land. 
Am 1. April 2012 trat er sein Amt als Superintendent des Kirchenbezirks Dresden Mitte an. Als erster Pfarrer der Dresdner Kreuzkirche engagiert sich Behr in der Nagelkreuzgemeinschaft und ist Gründungsmitglied von Frei und fromm – Forum für Gemeinschaft und Theologie. Als Reaktion auf die wöchentlichen Pegida-Demonstrationen lud Behr gemeinsam mit der Stadt Dresden zu Gesprächen in die Kreuzkirche ein. Dazu kamen bis zu 1200 Menschen.
Ende Mai 2016 lud Behr gemeinsam mit dem Kirchenvorstand die Teilnehmer des Dresdner Christopher Street Day zu einer Abendandacht in die Kreuzkirche ein, die zugleich Predigtkirche des für seine konservative Haltung bekannten Landesbischofs Carsten Rentzing war. 2017 wurde ihm der Toleranzpreis des CSD Dresden e. V. verliehen.
Im Dezember 2018 gab Christian Behr seine Kandidatur für das Bischofsamt des Sprengels Mecklenburg und Pommern (Nordkirche) bekannt; bei der Wahl unterlag er aber Tilman Jeremias, Pastor aus Mecklenburg.